# Koopa Troopa
Los Koopa Troopas (ノコノコ Nokonoko?), también conocidos simplemente como Koopas, son una raza ficticia de tortugas antropomórficas, perteneciente a la franquicia de videojuegos de 
Mario. Los predecesores de los Koopa Troopas, los Shellcreepers (シェルクリーパー Sherukurīpā?), aparecieron por primera vez en el videojuego de arcade Mario Bros. (1983), mientras que los Koopa Troopas debutaron dos años después en Super Mario Bros. (1985). Los Koopa Troopas son un elemento básico común en la mayoría de los videojuegos de Super Mario. Cuando son derrotados, pueden huir o retirarse dentro de sus caparazones, que generalmente se pueden usar como armas. Los caparazones de los Koopas son un arma recurrente en la franquicia, particularmente popularizada en la serie Mario Kart, en la que se pueden disparar como proyectiles contra otros corredores. A pesar de constituir la mayor parte del ejército de Bowser, desde Super Mario 64 los Koopa Troopas a menudo se muestran pacíficos, a veces incluso formando equipo con el protagonista de la franquicia (Mario), sobre todo en las series Paper Mario, Mario & Luigi y en modos historia de Mario Party. Asimismo, los Huesitos (カロン Karon?) son Koopa Troopas en su forma esquelética.

## Concepto y creación

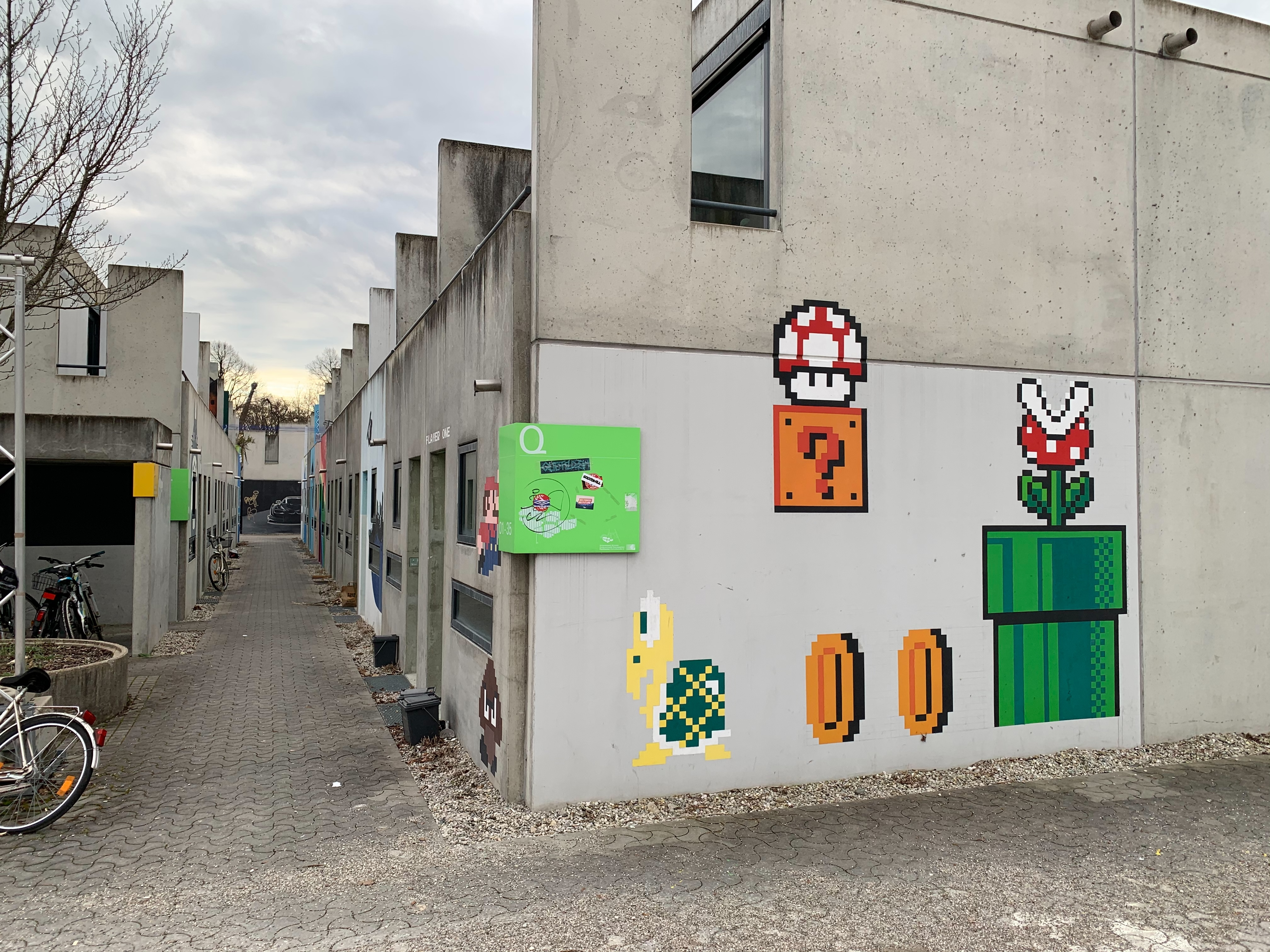
Arte urbano en el Olympiazentrum de Múnich con un Koopa Troopa en pixel art, junto a otros elementos del universo de Super Mario Bros.

Después del lanzamiento y el éxito del videojuego de arcade Donkey Kong (1981), Nintendo comenzó a trabajar en un videojuego centrado más prominentemente en el personaje Mario, que se lanzó con el título Mario Bros. (1983). La idea de crear un enemigo con forma de tortuga surgió como resultado del desarrollo de su mecánica de juego principal. Después de que los diseñadores Gunpei Yokoi y Shigeru Miyamoto establecieron que el videojuego giraría en torno a que Mario poseía habilidades de salto sobrehumanas que se usarían para saltar entre diferentes pisos de plataformas, abordaron cómo se atacaría a los enemigos. Se les ocurrió la idea de que el jugador atacara a los enemigos desde un nivel inferior, haciendo que Mario golpeara el techo para golpear el suelo del enemigo y derrotarlo. Sin embargo, este método de derrotar enemigos se consideró demasiado fácil en las pruebas de juego, por lo que implementaron un enfoque de dos pasos: tener que aturdir a los enemigos primero. Al pensar en qué tipos de enemigos tendría sentido aturdir de esta manera, se les ocurrió la idea de que una tortuga se quedara atascada después de ser golpeada boca abajo sobre su caparazón. Entonces, la mecánica de juego se configuró para que el jugador golpeara a la tortuga desde abajo, la golpeara sobre su espalda y luego saltara directamente sobre ella para derrotarla antes de que pudiera levantarse.
Una vez establecida la premisa, se dedicaron a crear el personaje de la tortuga. Inicialmente, Miyamoto le dictó a un diseñador de Nintendo cómo quería que se viera, pero el borrador inicial resultó como una tortuga de apariencia muy realista que Miyamoto consideró que no encajaba bien con el resto del estilo artístico del videojuego. En cambio, Miyamoto dibujó el arte conceptual él mismo, enfatizando una cabeza grande caricaturesca y una forma más parecida a la de una tortuga. Al discutir la anatomía de las tortugas con su compañero de personal de Nintendo, Hirokazu Tanaka, se les ocurrió la idea de que el personaje de la tortuga saliera completamente de su caparazón. Si bien admitió que no es así como funcionan los caparazones de las tortugas, a Miyomoto le gustó la idea porque ayudaba a visualizar cuando la tortuga todavía estaba aturdida; fuera de su caparazón, quedaba aturdida y, una vez que regresaba, volvía a estar activa. Si bien Miyomoto inicialmente se preguntó si esto era una forma de «mentir a los niños», al final decidió que la capacidad de sacar completamente el cuerpo del caparazón sería una diferencia clave entre una tortuga y un Koopa Troopa.
Para el videojuego Mario Bros., el personaje se llamaría «Shellcreeper», pero en los videojuegos posteriores de Super Mario, el personaje pasaría a llamarse Koopa Troopa. Hasta las últimas versiones previas al lanzamiento del siguiente videojuego, Super Mario Bros. (1985), Koopa Troopa era el único enemigo en el videojuego; sin embargo, las pruebas de juego descubrieron que su proceso de dos pasos para derrotarlo era demasiado difícil para las primeras etapas del videojuego. En lugar de cambiar a Koopa Troopa, esto llevó a la creación de otro personaje de la franquicia de larga data: Goomba. De manera similar, cuando el desarrollador Takashi Tezuka quiso crear un nuevo personaje enemigo que pudiera volar, se encontró incapaz de hacerlo debido a las restricciones de tamaño y memoria del hardware de la Nintendo Entertainment System. En cambio, para ahorrar memoria, decidió crear un personaje a partir del diseño establecido de Koopa Troopa agregando alas en la parte superior de su caparazón. Si bien Miyamoto expresó sus dudas al principio, se convenció cuando vio el diseño final y, así, nació el Koopa Paratroopa (パタパタ Patapata?) y se implementó en el videojuego. A medida que Nintendo avanzó en el desarrollo de videojuegos para hardware más potente, esto permitió mayores avances en la evolución de los Koopa Troopas. Super Mario World (1991), el primer videojuego de Super Mario para la plataforma más poderosa Super Nintendo, permitió movimientos y animaciones más avanzados, incluidos Koopa Troopas sin caparazón que volaban con capas y se deslizaban en las colinas. Esto también influyó posteriormente en el desarrollo de Super Mario Bros. Wonder (2023); cuando los desarrolladores buscaban formas de actualizar diseños de personajes antiguos con nuevas animaciones y diseños, se creó al Rolla Koopa, un Koopa Troopa que se mueve en patines. Un hardware más potente también condujo a una combinación de colores amarillo y verde más vibrante para el personaje.

## Apariciones

### Videojuegos
Desde su creación y sus primeras apariciones en Mario Bros. y Super Mario Bros., Koopa Troopa se ha convertido en un elemento básico de la franquicia Mario y sus subseries. Koopa Troopa ha reaparecido en la mayoría de las entregas de los videojuegos de plataformas de Super Mario. Por lo general, conservan sus rasgos originales de deambular sin rumbo a través de los niveles y requieren ser sacados de su caparazón antes de ser derrotados. Después de ser derrotados, sus caparazones a menudo permanecen y pueden ser agarrados, arrojados o golpeados como un proyectil para atacar a otros enemigos o alterar el entorno del videojuego.

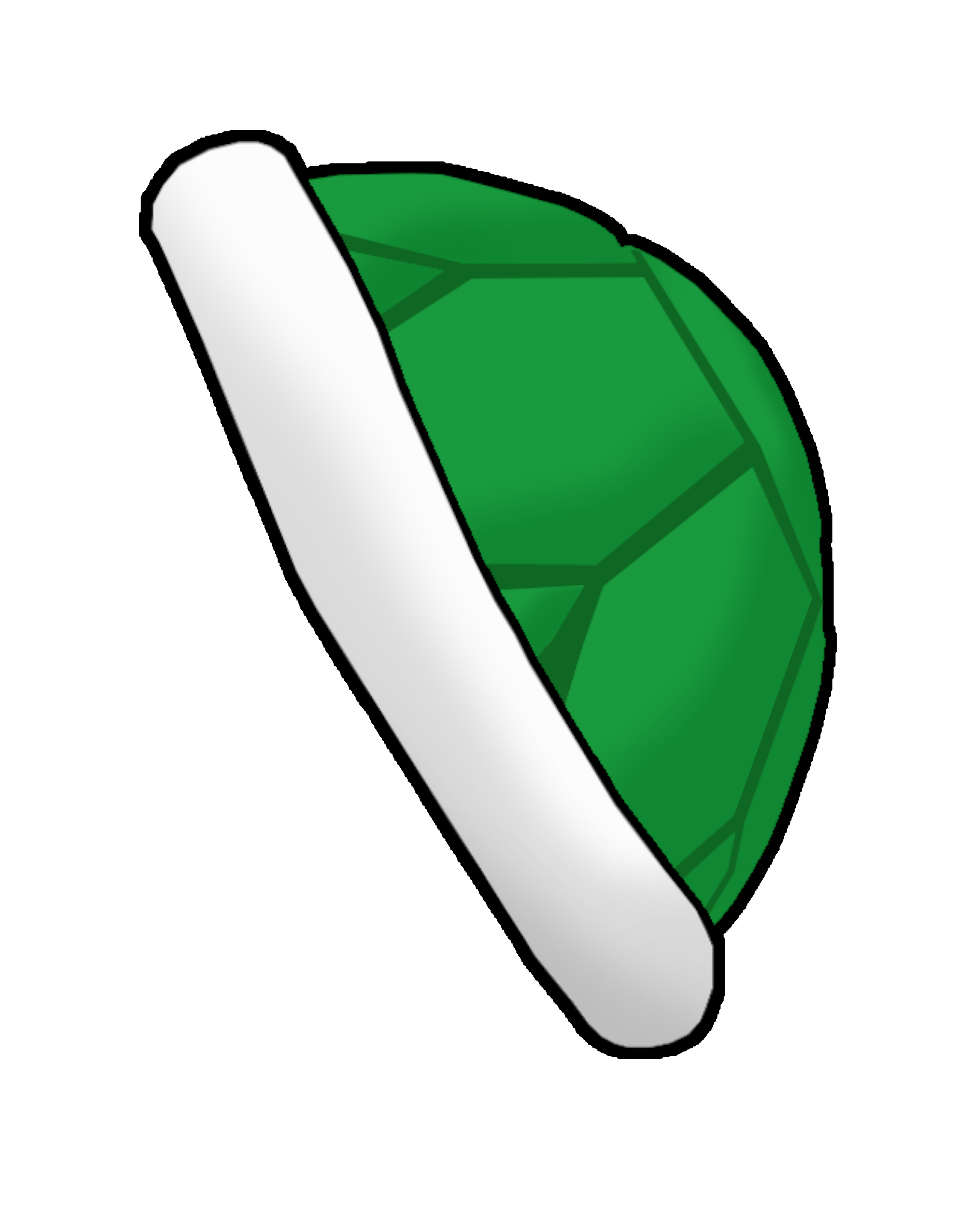
Caparazón de Koopa Troopa. En la franquicia de Mario Kart, los caparazones se usan como arma arrojadiza.

También aparecen de manera destacada en muchas series de videojuegos derivadas. Se han incluido como personajes jugables en la mayoría de las entregas de la serie de videojuegos de carreras Mario Kart. Los caparazones de Koopa Troopa también se utilizan como arma que se puede obtener para disparar a otros jugadores en cada videojuego de la serie: los verdes rebotan por las paredes de la pista, los rojos persiguen al corredor que está delante del jugador y el azul con pinchos persigue a quien esté en primer lugar. De manera similar, los caparazones de Koopa Troopa también se usan de la misma manera en las entregas de las series Mario Tennis y Mario Strikers, y la opción de jugar con el personaje aparece esporádicamente en todas las entregas. El personaje también es jugable en algunas entregas de Mario Golf. Si bien los Koopa Troopas no están presentes como personajes jugables en la serie Super Smash Bros., sus caparazones han aparecido como armas que se lanzan contra otros personajes en cada entrega de la serie. Los Koopa Troopas aparecen como anfitriones o personajes secundarios adicionales en todas las entregas de la serie Mario Party, y es un personaje jugable en Mario Party 9 y Super Mario Party.

### En otros medios
Los Koopa Troopa también aparecen comúnmente en otros medios de Mario. Aparecieron de manera destacada en Super Mario Bros.: la película de 2023 como parte del ejército de Bowser. La película introdujo al Koopa Troopa con caparazón con pinchos, General Koopa; Mario Kart ha presentado de manera destacada al infame caparazón azul, pero la película fue la primera ocasión en la cual el caparazón fue usado en personajes reales. Los Koopa Troopa conservan en gran medida sus roles de los videojuegos como esbirros en el ejército de Bowser y la apariencia general de los videojuegos modernos, aunque con armadura y caparazones puntiagudos. También se lanzaron juguetes de un Koopa Troopa andando en bicicleta para promocionar la película de 2023. Además de los juguetes, también aparecieron en múltiples versiones de videojuegos toys-to-life, incluida la obtención de su propia versión Amiibo en 2017. Aparecen en la versión para Wii U de Skylanders: SuperChargers, siendo convocados por Bowser durante uno de sus movimientos especiales. El caparazón característico de los Koopa Troopa se incluyó como pieza de jugador en la versión de Nintendo del juego de mesa Monopoly.

## Recepción y legado
Koopa Troopa se ha convertido en uno de los enemigos más reconocibles de la franquicia Mario junto a Goomba. Audrey Drake de IGN incluyó a Koopa Troopa como uno de los mejores enemigos de Mario, diciendo que es uno de los «enemigos de Mario más icónicos que existen. De hecho, son prácticamente sinónimos de la franquicia».
El diseño de Koopa Troopa también influiría e impactaría en la creación de otros personajes de la franquicia de Mario. Al crear un segundo personaje jugable para Mario Bros., los desarrolladores decidieron hacer una versión de Mario con la paleta de colores intercambiada y, debido a limitaciones de hardware con respecto a cuántos colores diferentes podían aparecer en la pantalla, decidieron usar el color verde usado para Koopa Troopa, lo que finalmente llevó a la creación de Luigi y su característico esquema de color verde. El diseño de Koopa Troopa también influyó en el diseño final de Bowser. Las instrucciones iniciales de Miyamoto al diseñador de personajes Yoichi Kotabe resultaron en un diseño de personaje más parecido a un buey, y sus esfuerzos por revisar su arte para que se pareciera más a los Koopa Troopas dieron como resultado el diseño final de Bowser.
Posteriormente, Nintendo también utilizó a Koopa Troopa en promociones a mayor escala fuera de los videojuegos. En 2015, el personaje formó parte de la carroza de Nintendo en el Santa Claus Parade de Toronto. También se han convertido en una parte integral del parque temático Super Nintendo World de Nintendo. Los animatrónicos de Koopa Troopa se encuentran deambulando por el parque, mientras que los restaurantes sirven calzones de Koopa Troopa. Un Koopa Troopa también aparece como uno de los jefes de sus juegos de aventuras del mundo real, mientras que un Koopa Troopa y su caparazón son elementos principales en uno de los juegos centrales del parque, «Koopa Troopa POWer Punch». En él, los jugadores en la vida real intentan golpear bloques POW para derribar a Koopa Troopas, similar a los primeros videojuegos de la franquicia de Mario.